# Холсуэлл, Уиндхем
Уиндхем Холсуэлл (англ. Wyndham Halswelle; 30 мая 1882, Лондон — 31 марта 1915, Neuve-Chapelle, Третья французская республика) — британский легкоатлет, чемпион летних Олимпийских игр 1908 года.

## Спортивная карьера
На Играх 1908 года в Лондоне Холсуэлл участвовал только в беге на 400 м. Установив в полуфинале олимпийский рекорд, он занял второе место в финале, так как три американских спортсмена намеренно мешали занять ему первую позицию. Судьи посчитали это нарушением правил, дисквалифицировали одного атлета и назначили повторный забег. Однако спортсмены из США отказались в нём участвовать в знак протеста, и Холсуэлл, не имея соперников, стал победителем.
Также, Холсуэлл участвовал в неофициальных Олимпийских играх 1906 в Афинах, где выиграл серебряную и бронзовую награды на дистанциях 400 и 800 метров соответственно, но, так как Международный олимпийский комитет не признал эти соревнования, но медали являются неформальными.
Погиб на Первой мировой войне.
В 2003 году Холсуэлл был включён в Шотландский спортивный зал славы.